# Australisk skärfläcka
Australisk skärfläcka (Recurvirostra novaehollandiae) är en fågel i familjen skärfläckor inom ordningen vadarfåglar.

## Utseende och läten
Australisk skärfläcka är 43–45 centimeter lång gracil vadare med den för släktet mycket typiska uppsvängda näbben. Huvud och hals är djupt kastanjebruna, med en smal vit ögonring och rödbrun iris. Armtäckarna och handpennorna är svarta medan resten av fjäderdräkten är vit. Näbben är svart, benen blekt blågrå. Könen är lika och arten har samma utseende året om. Lätet har beskrivits som ett gläfsande och flockar i flykten låter lite som skällande hundar.

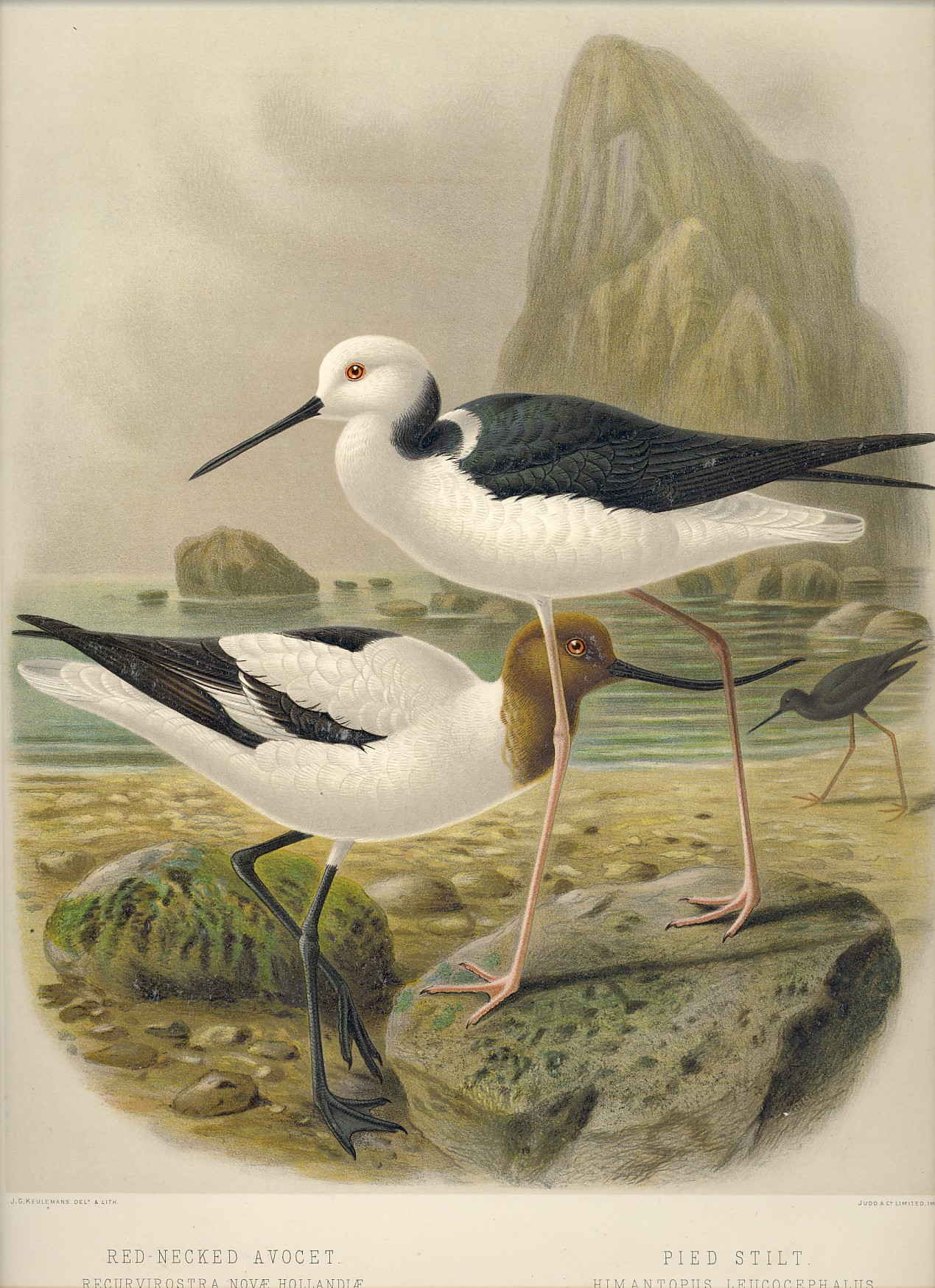
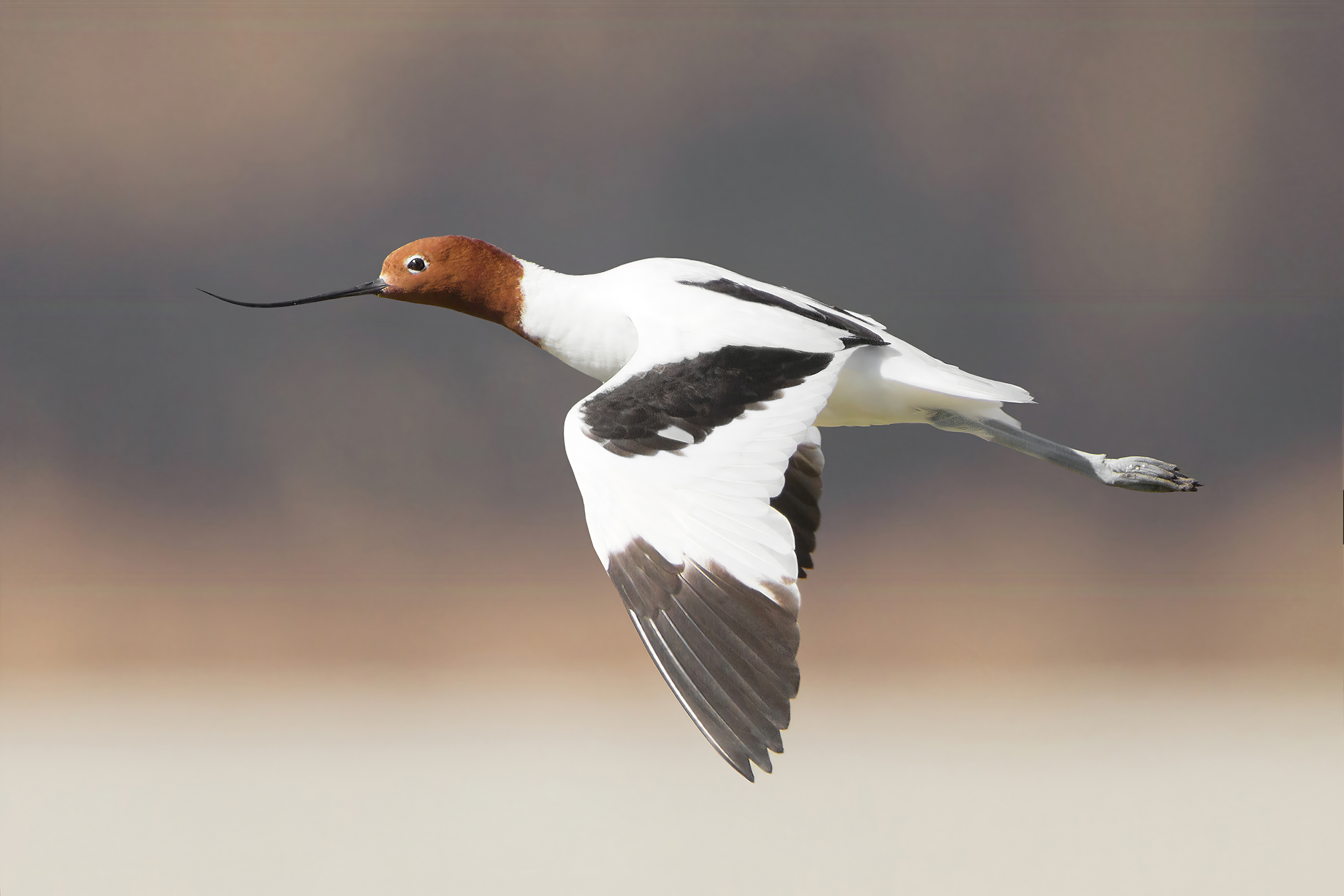

## Utbredning och systematik
Den förekommer lokalt i Australien men vandrar tillfälligt också till Tasmanien och Nya Zeeland. Den har även påträffats i Indonesien. En studie i genetik och morfologi från 2004 visar att den är närmast släkt med amerikansk skärfläcka (Recurvirostra americana) och andinsk skärfläcka (Recurvirostra andina).

## Levnadssätt
Liksom många vattenlevande fåglar i Australien lever australisk skärfläcka ett nomadiskt liv som byter område efter tillgång på vatten. Den föredrar salt- eller bräckvatten och ses i grunda våtmarker eller vid dyiga flodmynningar.

### Föda
Australisk skärfläcka är en social fågel året runt och ses ofta tillsammans med australisk styltlöpare (Himantopus leucocephalus). Den lever av små ryggradslösa djur som den fångar genom att svepa med sin uppåtböjda näbb genom vattnet och underliggande gyttja. Olikt andra vadarfåglar kan den även ses tippa som en and.

### Häckning
Den häckar i lösa och relativt små kolonier, huvudsakligen mellan augusti och november, framför allt efter regn i våtmarker i inre delen av sydvästra Australien, men även vid Port Phillip Bay utanför Melbourne. Inför häckningen ses paret utöva ceremonier genom att korsa varandras näbbar och utföra bugande danser. 
Boet är en uppskrapad grov fodrad med havsfänkål eller liknande växtlighet. Den lägger vanligt fyra, ibland tre, blekbruna sepiafläckade ägg.

## Status och hot
Arten har ett stort utbredningsområde och en stor population med stabil utveckling och tros inte vara utsatt för något substantiellt hot. Utifrån dessa kriterier kategoriserar internationella naturvårdsunionen IUCN arten som livskraftig (LC).